# Hylodes magalhaesi
Espèce
Synonymes
- Elosia magalhaesi Bokermann, 1964

Statut de conservation UICN

 DD  : Données insuffisantes
Hylodes magalhaesi est une espèce d'amphibiens de la famille des Hylodidae.

## Répartition
Cette espèce est endémique de la Serra da Mantiqueira au Brésil. Elle se rencontre à Campos do Jordão dans l'État de São Paulo et à Camanducaia dans l'État de Minas Gerais. Elle est présente entre 1 400 et 1 800 m d'altitude.

## Description
Hylodes magalhaesi mesure entre 29 et 33 mm.

## Étymologie
Cette espèce est nommée en l'honneur de Reis de Magalhães (1921-2002).

## Publication originale
- Bokermann, 1964 : Una nueva especie de Elosia de la Serra da Mantiqueira, Brasil (Amphibia, Leptodactylidae). Neotropica, vol. 10, no 33, p. 102-107.